# Monteliusvägen

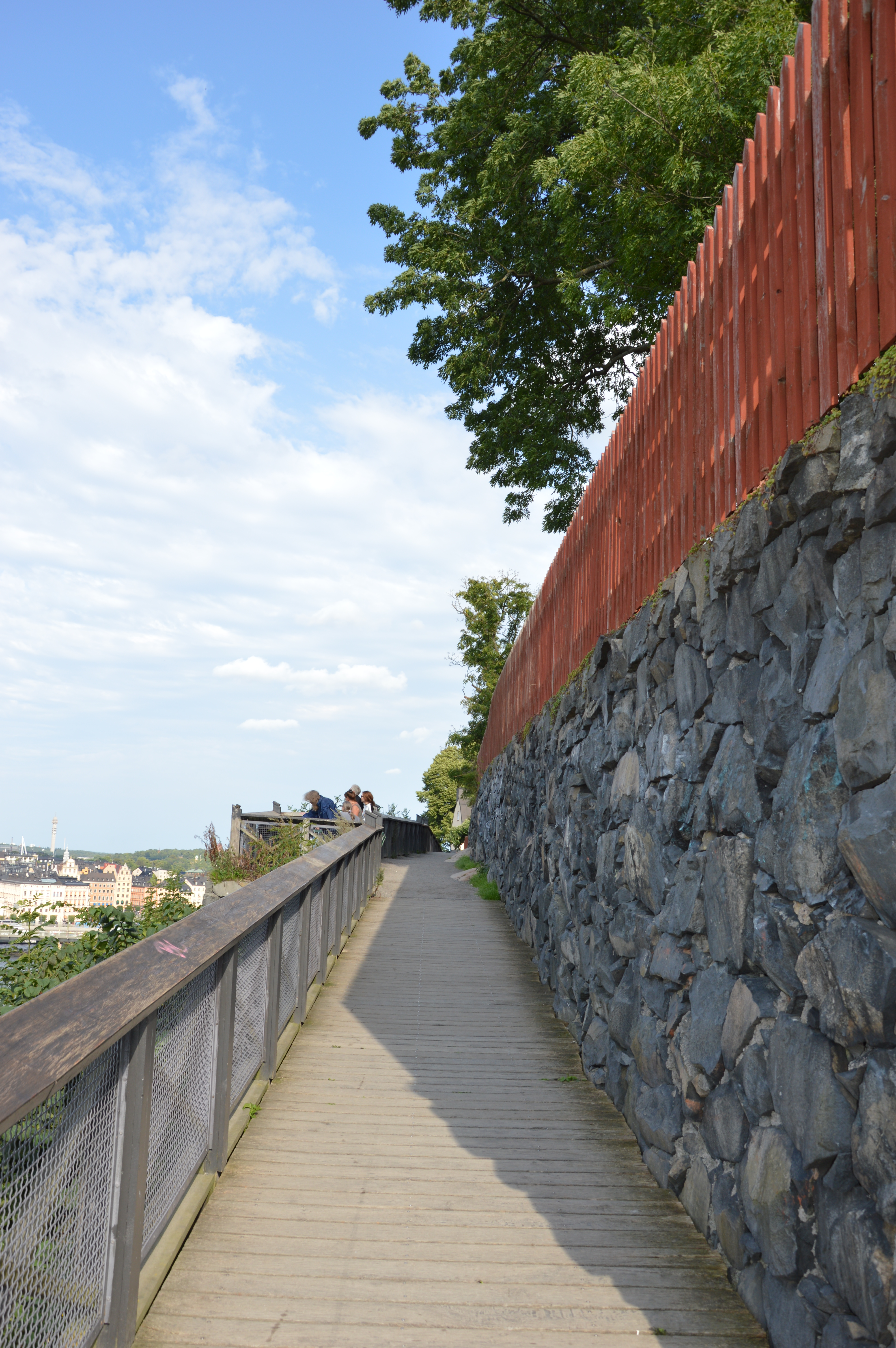
Monteliusvägen, Blick nach Osten

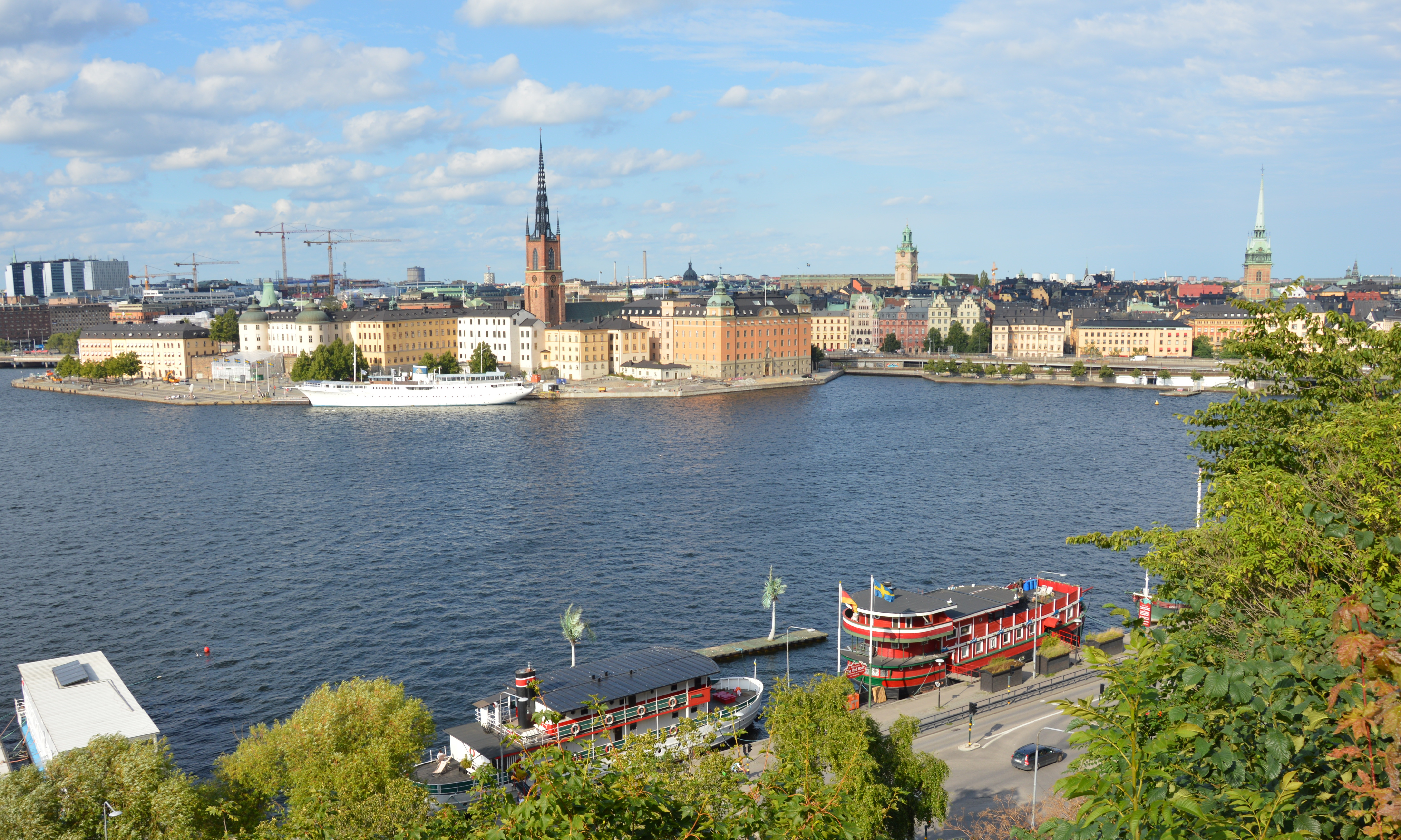
Blick in Richtung Riddarholmen und Gamla stan

Der Monteliusvägen ist ein Fußweg am Nordufer der zu Stockholm gehörenden Insel Södermalm in Schweden und ist bekannt für seine weite Aussicht über die Stadt.
Der 416 Meter lange Weg zieht sich nördlich der zum Viertel Mariaberget gehörenden Bebauung entlang und liegt 20 bis 30 Meter über dem Wasserspiegel des Riddarfjärden und der am Ufer entlanglaufenden Straße Söder Mälarstrand. Er beginnt im Westen an der Kattgränd und zieht sich nach Osten bis zur Skolgränd. Am Westende besteht über Treppen auch eine Verbindung zu Söder Mälarstrand. Vom Weg aus besteht eine freie Sicht auf den Riddarfjarden sowie insbesondere die Stadtbereiche Kungsholmen, Riddarholmen und Gamla Stan.
Planungen zur Anlage des Wegs bestanden seit 1977, der Bau erfolgte jedoch erst im Jahr 1998 und kostete 14 Millionen Schwedische Kronen, doppelt so viel wie zunächst veranschlagt. Die direkten Anwohner wandten sich gegen den Bau des Wegs. Ein bekannter Kritiker war der Journalist Ingemar Unge.
Der Weg wurde nach dem schwedischen Prähistoriker Oscar Montelius benannt, der im in der Nähe, an der Adresse S:t Paulsgatan 11, stehenden Monteliushaus geboren worden war.